# Hrabstwo Cass (Iowa)

Piramida wieku hrabstwa

Hrabstwo Cass – hrabstwo położone w USA w stanie Iowa z siedzibą w mieście Atlantic. Założone w 1851 roku.

## Miasta i miejscowości
| - Anita - Atlantic | - Cumberland - Griswold | - Lewis - Marne | - Massena - Wiota |

## Gminy
| - Bear Grove - Benton - Brighton - Cass | - Edna - Franklin - Grant - Grove | - Lincoln - Massena - Noble - Pleasant | - Pymosa - Union - Victoria - Washington |

## Drogi główne
| - Interstate 80 - U.S. Highway 6 - U.S. Highway 71 - Iowa Highway 48 | - Iowa Highway 83 - Iowa Highway 92 - Iowa Highway 148 - Iowa Highway 173 |

## Sąsiednie hrabstwa
- Hrabstwo Audubon
- Hrabstwo Adair
- Hrabstwo Adams
- Hrabstwo Montgomery
- Hrabstwo Pottawattamie
- Hrabstwo Shelby